# Цай Инвэнь
Цай Инвэ́нь (кит. 蔡英文, пиньинь Cài Yīngwén; хокло Chhoà Eng-bûn; англ. Tsai Ing-wen; род. 31 августа 1956[…], Чжуншань) — тайваньский государственный и политический деятель. Председатель Демократической прогрессивной партии с 20 мая 2008 по 26 ноября 2022 года; 7-й президент Китайской Республики с 20 мая 2016 по 20 мая 2024 года.

## Биография
Цай Инвэнь родилась 31 августа 1956 года в Тайбэе, в районе Чжуншань.
В 1978 году окончила юридический колледж Национального университета Тайваня. В 1980 году получила степень магистра в юридической школе Корнеллского университета. В 1984 году в Лондонской школе экономики получила степень доктора (PhD) в области права.
После возвращения из Лондона преподавала право в университетах Тайбэя.
В 1990-х годах стала участником переговоров по поводу вступления Тайваня в ВТО. При президенте Ли Дэнхуэе (1996—2000) была советником по безопасности в Совете национальной безопасности Тайваня.
C мая 2000 по май 2004 года была министром правительства по связям с материковым Китаем.
В 2004 году вступила в Демократическую прогрессивную партию (ДПП).
С декабря 2004 по январь 2006 года — депутат Законодательного Юаня. В январе 2006 года была назначена вице-премьер-министром Китайской Республики, в мае 2007 года вместе со всем кабинетом премьера Су Чжэньчана подала в отставку.
20 мая 2008 года была избрана председателем ДПП. Стала кандидатом ДПП на президентских выборах 2012 года.
В 2012 году проиграла президентские выборы, получив 45,6 % голосов, и ушла с поста главы партии.
В мае 2014 года вновь была избрана председателем партии.
В 2016 году победила на президентских выборах, став первой женщиной в должности президента Китайской Республики.
В 2020 году была переизбрана на должность президента Тайваня, заручившись поддержкой 57,13 % избирателей (рекордные 8 млн 170 тыс. человек).

## Политические взгляды

### Отношения Тайваня с Китаем
Выступает за независимость острова и провозглашение Республики Тайвань. Цай Инвэнь выступает с жёсткой критикой сближения с КНР. При этом в вопросе дальнейшего экономического развития она говорит о двух достаточно противоречивых с точки зрения материкового Китая вещах. С одной стороны, Цай Инвэнь хотела бы удержать статус-кво в экономическом аспекте сотрудничества с КНР. Однако она также заявляла о необходимости вступления в Транстихоокеанское партнёрство под эгидой США, которые первоначально не планировали приглашать Китай в этот торговый клуб. Поэтому вступление в ТТП означало бы для Тайваня резкое ухудшение отношений с КНР.

### Отношение к ЛГБТ
Поддерживает легализацию однополых браков, считая это свидетельством высокого уровня равноправия и защиты прав человека. Одобрила легализацию однополых браков на Тайване. 21 августа 2015 года, на фестивале Qixi, она выпустила рекламный видеоролик, в котором снялись три актёра однополых пар. 31 октября 2015 года, когда в Тайбэе прошёл крупнейший гей-парад в Азии, Цай Инвэнь выразила поддержку однополым бракам. Она разместила 15-секундное видео на своей странице в Facebook, в котором говорилось: «Я Цай Инвэнь, и я поддерживаю равенство в браке. Пусть каждый сможет свободно любить и стремиться к счастью». Однако во время президентства Цай Инвэнь отложила процесс легализации однополых браков из-за противодействия консервативных и религиозных групп. После тайваньского референдума 2018 года Цай Инвэнь поддержала решение Конституционного суда легализовать однополые браки вне Гражданского кодекса.

## Президентство
15 апреля 2015 года выдвинута кандидатом в президенты от ДПП. 16 января 2016 года по результатам президентских выборов на Тайване одержала убедительную победу, набрав 56,12 % голосов, и стала первой женщиной-президентом Тайваня. Её главный соперник — Чжу Лилунь, шедший на выборы от партии Гоминьдан, получил 31,04 %. В речи после оглашения результатов Цай Инвэнь выразила надежду на укрепление отношений с Соединёнными Штатами, заявив в то же время, что не намерена рвать связи с материковым Китаем. Кроме того, Цай Инвэнь призвала придерживаться принципа свободы судоходства в Южно-Китайском море. Она обрисовала в общих чертах экономическую политику диверсификации с помощью Новой политики южного направления, а также приоритет инновационных отраслей. Что касается политики между двумя сторонами Тайваньского пролива, она признала Консенсус 1992 года, но не согласилась с ним, и призвала к продолжению диалога между двумя сторонами Тайваньского пролива.
В речи на инаугурации своего первого срока Цай Инвэнь заявила о стратегических целях, таких, как пенсионная реформа, долгосрочный уход за пожилыми людьми, правосудие переходного периода и судебная реформа.
11 января 2020 года Цай Инвэнь была переизбрана на второй срок.
В своей второй инаугурационной речи Цай Инвэнь изложила свои основные цели на второй срок, в том числе создание системы народных судей, снижение возраста голосования (избирательные права) с 20 до 18 лет и создание комиссии по правам человека. Она также изложила свою экономическую политику, которая включала переход от производства к высокотехнологичным отраслям с упором на существующие отрасли полупроводников и информационных и коммуникационных технологий, кибербезопасность, биотехнологии и здравоохранение, внутреннее производство военной техники, экологически чистую энергию и стратегически важные отрасли. По вопросам, связанным с обеими сторонами пролива, она категорически отвергла предложенную Пекином модель «одна страна — две системы» и выразила желание, чтобы обе стороны мирно сосуществовали.

### Оборонная политика и программы коренных народов
При администрации Цай Инвэнь военные расходы Тайваня выросли по отношению к ВВП. Оборонный бюджет был установлен в размере 327 миллиардов NTD в 2018 году и 346 миллиардов долларов в 2019 году. Оборонный бюджет в 2020 году был установлен в размере 411 миллиардов NTD, что, по оценкам, составляет 2,3 % ВВП, что на 8,3 % больше общих расходов по сравнению с предыдущим годом. годом ранее и рост на 0,2 % в процентах от ВВП. Администрация также сосредоточила внимание на оборонной самодостаточности и развитии местной промышленности, такой как подводные лодки и ракеты.
Цай Инвэнь стала первым президентом, принёсшим официальные извинения коренным народам Тайваня. Фрагмент речи, произнесенной в 2016 году, в День коренных народов, отмечаемый на Тайване 1 августа:

На протяжении 400 лет каждый режим, который приходил на Тайвань, грубо нарушал права коренных народов с помощью вооружённого вторжения и захвата земель. За это я приношу извинения коренным народам от лица правительства.
— Цай Инвэнь

### Энергетическая политика
Администрация Цай поставила цель поставки электроэнергии из возобновляемых источников, 30 % из угля и 50 % из сжиженного природного газа к 2025 году.
Активно реализуются проекты офшорной ветроэнергетики: строятся ветропарки, формируется местная производственно-сбытовая цепочка, привлекаются зарубежные инвестиции. В 2021 году строятся ветропарки на 5,5 ГВт ветроэнергетики. К 2035 году планируется построить ветропарки с генерацией в 15,15 ГВт, что обеспечит Тайваню лидирующие позиции в сравнении с Японией и Южной Кореей.

### Реформа труда
1 января 2017 года вступил в силу Закон о трудовых стандартах с поправками, принятый 6 декабря 2016 года законодательным органом. Поправки предусматривают, за некоторыми исключениями, 40-часовую пятидневную рабочую неделю с одним обязательным днём отдыха и одним гибким днём отдыха. В гибкий день отдыха работники могут работать за сверхурочную работу, а обязательный день отдыха гарантирует, что рабочие не могут работать более шести дней подряд. Поправки также сократили количество национальных праздников с 19 до 12, исключив День молодёжи, День учителя, День ретроцессии, день рождения Чан Кайши, День рождения Сунь Ятсена, День Конституции и день, следующий за Днём Нового года. До внесения поправок Закон о трудовых стандартах предусматривал максимум 84 часа работы в любой заданный 14-дневный период. Поправки были встречены протестами со стороны рабочих групп, которые выступили против сокращения государственных праздников и потребовали, чтобы работа с гибкими днями отдыха приводила к компенсирующим отпускным дням в дополнение к сверхурочной работе.
После вступления в силу поправки подверглись критике за отсутствие гибкости, что привело к чистому снижению общей заработной платы и увеличению стоимости жизни, а также за наличие слишком сложной схемы расчёта сверхурочной оплаты, что побудило администрацию к дальнейшему пересмотру Закона о труде. 1 марта 2018 года вступила в силу вторая редакция Закона о трудовых стандартах. Поправки смягчили предыдущие правила, установив два обязательных дня отдыха на каждый 14-дневный период, а не один обязательный день отдыха на каждый 7-дневный период, что означает, что работники могут работать в течение 12 дней подряд. Изменения также упростили формулу оплаты сверхурочных. Поправки были встречены протестами и голодовками рабочих групп.

### Судебная реформа
Администрация Цай Инвэнь предложила систему непрофессиональных судей, смоделированную по образцу системы присяжных в Японии, предложенной Партией новой власти. Закон о гражданских судьях был принят 22 июля 2020 года, в соответствии с которым была учреждена система народных заседателей, состоящая из трёх профессиональных судей и шести народных заседателей. Закон вступил в силу в 2023 году.

### Национальные языки
14 июня 2017 года вступил в силу Закон о развитии языков коренных народов, согласно которому 16 формозских языков коренных народов были признаны национальными. Хакка стал национальным языком в результате поправок к Основному закону о хакка 29 декабря 2017 года. 25 декабря 2018 года Закон о широкомасштабном развитии национальных языков принял законодательный орган, создав службы вещания для каждого национального языка Тайваня, гарантируя доступ к государственным услугам на каждом языке и введение факультативных языковых классов в начальных школах. Закон также поручил правительству работать с гражданскими группами над созданием стандартных правил орфографии для каждого национального языка и разработать план по сохранению и возрождению языков, находящихся под угрозой исчезновения. Кроме того, он автоматически определил в статье 3 все языки всех этнических групп Тайваня в качестве национальных, тем самым открыв путь для тайваньского хоккиена, тайваньского языка жестов и диалекта мацу, чтобы они стали национальными языками.
15 августа 2019 года правительство внесло поправки в Правила применения Закона о паспортах, чтобы разрешить использование латинизации имен на любом национальном языке (хакка, хокло или языки коренных народов) в паспортах.

### Новая политика южного направления
Новая политика южного направления была запущена 5 сентября 2016 года с целью уменьшить зависимость Тайваня от материкового Китая и улучшить сотрудничество Тайваня с другими странами. 18 стран, в которых Новая политика южного направления нацелена на расширение сотрудничества: Таиланд, Индонезия, Филиппины, Малайзия, Сингапур, Бруней, Вьетнам, Мьянма, Камбоджа, Лаос, Индия, Пакистан, Бангладеш, Непал, Шри-Ланка, Бутан, Австралия и Новая Зеландия. В политике обозначены области сотрудничества в торговле, технологиях, сельском хозяйстве, медицине, образовании и туризме. В середине 2019 года правительство Тайваня объявило, что с момента реализации политики двусторонняя торговля между Тайванем и целевыми странами увеличилась на 22 %, а инвестиции целевых стран увеличились на 60 %. Кроме того, количество медицинских пациентов из целевых стран увеличилось на 50 %, количество посетителей увеличилось на 58 %, а количество студентов увеличилось на 52 %. Во время пандемии COVID-19 Тайвань подарил 1 миллион масок странам, подпадающим под действие Новой политики южного направления.
В рамках своей поездки «Демократия на океанских просторах» президент Цай Инвэнь в период с 21 по 28 марта 2019 года посетила Палау, Науру и Маршалловы острова. Это было её вторым посещением союзников в Тихоокеанском регионе — ранее, в октябре 2017 года она побывала с визитами на Маршалловых островах, Соломоновых островах и в Тувалу.

### Однополые браки
24 мая 2017 года Конституционный суд постановил, что конституционное право на равенство и свободу брака гарантирует однополым парам право вступать в брак в соответствии с Конституцией Китайской Республики. Постановление (Интерпретация судебного юаня № 748) давало Законодательному юаню два года на приведение в соответствие законов о браке, после чего регистрация таких браков вступала в силу автоматически. После постановления прогресс в реализации закона об однополых браках был медленным из-за бездействия правительства и сильной оппозиции со стороны некоторых консервативных людей и христианских групп.
В ноябре 2018 года Тайваньский электорат провёл референдумы с целью предотвратить признание однополых браков в Гражданском кодексе и ограничить преподавание вопросов ЛГБТ. Правительство ответило, подтвердив, что решение Суда будет выполнено и что референдумы не могут поддержать законы, противоречащие Конституции.
20 февраля 2019 года был обнародован законопроект, озаглавленный Акт о применении интерпретации JY № 748. Законопроект предоставил однополым супружеским парам почти все права, доступные гетеросексуальным супружеским парам в соответствии с Гражданским кодексом, за исключением того, что он разрешает усыновление только ребенка, генетически связанного с одним из них.
Исполнительный Юань передал его на следующий день, отправляя его в Законодательный Юань для быстрого обзора. Законопроект был принят 17 мая подписан Президентом 22 мая и вступил в силу 24 мая 2019 года (последний день, возможный согласно постановлению Суда).

## Награды
Обладательница следующих наград:
- Белиз — Орден Белиза (2018)[48]
- Сальвадор — Большой крест с Золотой звездой Национального ордена Хосе Матиаса Дельгадо (2017)[49]
- Эсватини — Цепь ордена Слона (2018)[50]
- Гватемала[51]:
  - Большая цепь ордена Кецаля (2017)
  - Посол мира (2023)
- Гаити — Большой крест Национального ордена Почета и заслуг (2018)[52]
- Гондурас — Большой крест с Золотой звездой ордена Франсиско Морасана (2016)[53]
- Парагвай — Большая цепь Национального ордена Заслуг (2016)[54][55]
- Сент-Китс и Невис — Орден Сент-Китс и Невис[англ.] (2019)[47]

## Семья и личная жизнь
Дед Цай Инвэнь имеет предков-хакка по отцовской линии; её дед происходил из известной семьи в городке Фаншане (уезд Пиндун), а её бабушка-пайвань происходила из местечка Шицзы (тот же уезд). Цай Инвэнь не замужем и не имеет детей. Она является первым президентом, имеющим и предков-хакка, и коренных тайваньцев (пайвань — аборигены Тайваня). Цай Инвэнь любит кошек, и две её кошки, «Думай, думай» и «А Цай», занимали видное место в её избирательной кампании. В октябре 2016 года она приютила у себя трёх бывших собак-поводырей по имени Белла, Банни и Мару.

## Оценки
В журнале Foreign Policy президента Цай Инвэнь назвали одной из 100 ведущих мировых мыслителей 2016 года за то, что она «подразнила медведя» (имеется в виду КНР), как гласит заголовок на веб-сайте американского журнала.
Согласно результатам опроса, проведенного в середине сентября 2017 года Тайваньским фондом общественного мнения, рейтинги Цай Инвэнь сильно улучшились после назначения премьер-министром Лай Циндэ.
Цай Инвэнь вошла в список ста самых влиятельных людей планеты за 2020 год, по версии журнала TIME.
По результатам опроса по заказу телеканала TVBS за неделю до завершения второго президентского срока, деятельность Цай Инвэнь одобряли 42% тайваньцев. Это рекордный результат, так как экс-президентов Ма Инцзю и Чэнь Шуйбяня по окончании второго президентского срока поддерживали только 23% и 13% опрошенных.
- Во время избрания председателем ДПП в 2008 году
- Предвыборный штаб Цай Инвэнь
- На встрече с американскими сенаторами во главе с Джоном Маккейном
- На встрече с представителями японской делегации
- Цай Инвэнь с тайваньскими олимпийскими чемпионами.
- Цай Инвэнь после вакцинации тайваньской вакциной Medigen Vaccine 23 августа 2021 года.